# Manas (Changji)
Manas (en mongol: Манас, romanizado: Manas, lit. 'patrullero'; en chino, 玛纳斯; pinyin, Mǎnà's) es un condado bajo la administración directa de la Prefectura Changji en la Región autónoma de Sinkiang, República Popular China.  Su área es de 9171 km² y su población total para 2010 superó los 237 mil habitantes.

## Administración
Desde marzo de 2023, el condado Manas se divide en 9 pueblos que se administran en 7 poblados, 1 villa y 1 villa étnica.